# 黃培閎
黃培閎（英語：Pei-Hung Huang，1990年9月17日—），台灣男子職業排球運動員，位置為舉球員。
在2015年，成為台灣首位加盟西班牙排球超級聯賽的男子排球運動員，加入Electrocash CCPH隊。隨後在2016年退出中華台北代表隊。2017年，轉戰義大利排球聯賽的超級聯賽，加盟拉蒂納頂級排球隊，並與日本著名球星石川祐希成為隊友。2019年，他再度回到西班牙，加盟西班牙排球頂級聯賽的阿爾梅里亞排球俱樂部，並於2020年離隊。

## 經歷
- 苗栗縣苑裡國小排球隊
- 苗栗縣苑裡國中排球隊
- 苗栗縣苑裡高中排球隊
- 台北市台灣師大排球隊
- 企業排球聯賽雲林Mizuno排球隊
- 企業排球聯賽國訓男子排球隊
- 西班牙排球超級聯賽Electrocash CCPH排球隊
- 義大利排球聯賽超級聯賽拉蒂納頂級排球

## 生涯
2018年6月27日，黃培閎宣布與拉蒂納續約，2018-19年賽季仍在義大利排球聯賽征戰。

## 國家隊成績
- 2013年 亞洲男子排球俱樂部錦標賽  季軍
- 2013年 亞洲東區男子排球錦標賽  冠軍
- 2013年 世界男排錦標賽亞洲區資格賽
- 2013年 亞洲男子排球錦標賽  第9名
- 2013年 東亞運動會男子排球  冠軍
- 2014年 亞洲男子排球俱樂部錦標賽  第5名
- 2014年 亞洲運動會男子排球  第9名
- 2015年 夏季世界大學運動會男子排球  殿軍
- 2015年 亞洲男子排球錦標賽  第6名
- 2015年 亞洲男子排球俱樂部錦標賽  冠軍
- 2016年 世界排球聯賽   Group3殿軍

## 國家隊
2016年11月7號，台灣男排靈魂人物「光頭神舉」黃培閎於個人臉書發文聲明退出男排國家隊，並已打包離開國訓中心。他說，唯有離開國家隊站出來發聲，才能讓外界知道排協體制僵化與不尊重專業等問題。這是繼射擊選手林怡君以來，第二位選擇退出國家隊以換取體制改革的國手。台灣男排穿著過短的球衣，一舉手下襬就可能觸網送分，而對手身高兩百多公分、舉手仍衣服緊貼，差異甚大。

## 相關報導
- 2015-08-20 亞俱男排賽》黃培閎勇奪MVP、最佳舉球員 淚灑球場 （页面存档备份，存于）【麗台運動】
- 2015-08-21 亞俱男排賽／黃培閎意外奪MVP　哭到隱形眼鏡掉 （页面存档备份，存于）【TVBS】
- 2015-08-25 黃培閎的「新大陸」 （页面存档备份，存于）【運動視界】
- 2015-08-26 月薪19K難阻黃培閎逐夢　臺灣排球旅歐第一人 （页面存档备份，存于）【蘋果即時】
- 2015-08-27 「光頭神舉」黃培閎頂MVP光環 旅外做開路先鋒 （页面存档备份，存于）【今周刊】
- 2015-08-27 那些黃培閎教我的事 （页面存档备份，存于）【運動視界】
- 2015-08-27 黃培閎排球赴歐第一人 不留後路 （页面存档备份，存于）【中時】
- 2015-08-28 勾勒2年的旅外夢　黃培閎赴西班牙只是起點 （页面存档备份，存于）【ETtoday】
- 2015-08-28 黃培閎旅歐幕後推手　張祐銓：遇到對的人 （页面存档备份，存于）【ETtoday】
- 2015-08-28 將旅歐隊友不捨　黃培閎：在世大運偷偷一起爆哭 （页面存档备份，存于）【ETtoday】
- 2015-08-28 中華男排黃培閎加盟西班牙Electrocash Cáceres男排俱樂部[永久]【排球滿屋】
- 2015-08-31 光頭神舉黃培閎 回母校謝恩師 （页面存档备份，存于）【聯合新聞網】
- 2015-09-17 〈排球〉西進挑戰歐排 黃培閎勇敢逐夢【SSU大專學生運動網】
- 2015-10-04 【黃培閎】西班牙職業賽首勝，與隊友配合漸入佳境 （页面存档备份，存于）【運動視界】
- 2016-01-26「光頭神舉」黃培閎【排球筆記】
- 2016-03-12 一封來自一萬公里外的信—「光頭神舉」黃培閎 （页面存档备份，存于）【運動+】
- 2016-04-12 夢想的價值-黃培閎挑戰西班牙聯賽 （页面存档备份，存于）【運動視界】
- 2016-04-17 黃培閎歸國談旅歐　西班牙隊友「好嗆」被嚇到 （页面存档备份，存于）【ETtoday】
- 2016-04-17 西班牙聯賽唯一亞洲球員　黃培閎：經驗無價 （页面存档备份，存于）【ETtoday】
- 2016-05-11 台首旅歐排球員黃培閎 專訪 （页面存档备份，存于）【PeoPo】
- 2016-05-31 中國？不! 我來自台灣! 光頭神舉黃培閎在西班牙發光發「亮」【民報】
- 2016-06-23 《壹號人物》我用千萬賭未來　黃培閎 （页面存档备份，存于）【壹週刊】